# Erden
Erden là một đô thị ở huyện Bernkastel-Wittlich, trong bang Rheinland-Pfalz, Đô thị Erden có diện tích 3,69 km², dân số thời điểm ngày 31 tháng 12 năm 2006 là 398 người.